# Mertensiella
Genre
Synonymes
- Exaeretus Waga, 1876

Mertensiella est un genre d'urodèles de la famille des Salamandridae.

## Répartition
Mertensiella caucasica se rencontre dans le nord-est de la Turquie et dans l'ouest de la Géorgie.

## Liste des espèces
Selon Amphibian Species of the World (12 mars 2014) :
- Mertensiella caucasica (Waga, 1876)

et l'espèce fossile :
- Mertensiella mera Hodrová, 1984 du Pliocène découverte en Slovaquie

Le genre contenait auparavant une autre espèce, Mertensiella luschani, désormais dénommée Lyciasalamandra luschani.

## Taxinomie et systématique
On a très longtemps considéré que le genre Mertensiella était constitué de deux espèces actuelles, Mertensiella caucasica et Mertensiella luschani, car les mâles de ces deux espèces possèdent une excroissance à la base de la queue, sur leur face dorsale, utilisée lors de l'accouplement. Ce caractère est unique parmi l'ordre des urodèles. Cette excroissance était considérée auparavant comme une synapomorphie du genre Mertensiella.
En 1876, Waga décrit un nouveau genre de salamandre pour la famille Salamandridae à partir d'individus du Caucase. L'espèce-type est nommée Exaeretus caucasica. La principale caractéristique diagnostique du genre est une excroissance cutanée présente chez les mâles, située à la base de la queue sur la face dorsale et utilisée lors de l'accouplement.
Steindachner observe en 1891 cette même caractéristique sur les mâles d'une autre espèce de salamandre du sud de la Turquie, qu'il décrit alors comme Molge luschani.
La projection cutanée caudale de ces deux espèces étant unique parmi les urodèles, Wolterstorff réunit en 1925 ces deux espèces au sein d'un même genre : Mertensiella. La question de la monophylie du genre Mertensiella n'a pas été remise en question durant des décennies, et le caractère unique de la projection cutanée caudale était naturellement considéré comme un caractère synapomorphique du genre Mertensiella. Malgré les similitudes frappantes entre l'écologie et la morphologie de M. caucasica et Chioglossa lusitanica, et entre M. luschani et Salamandra salamandra, ce n'est qu'avec le développement des méthodes de phylogénétique que les premières hypothèses de non-monophylie du genre Mertensiella ont commencé à apparaître,,.
Une étude complète portant sur une analyse moléculaire et morphologique de plusieurs taxons de Salamandridae a par la suite montré que le genre Mertensiella a en fait une origine polyphylétique ou paraphylétique : M. caucasica forme un clade avec Chioglossa lusitanica, tandis que M. luschiani est plus proche du genre Salamandra,

## Classification actuelle
Afin de refléter les données obtenues grâce aux études moléculaires, le genre Mertensiella n'est plus constitué depuis 2004 que d'une seule espèce actuelle Mertensiella caucasica. L'espèce Mertensiella luschani étant placée dans son propre genre Lyciasalamandra créé à cette occasion) sous le nom Lyciasalamandra luschani. Certaines des sous-espèces de M. luschani ont été élevées au rang d'espèces à part entière, sur la base de critères morphologiques comme les motifs de coloration et selon les divergences génétiques observées entre les populations. On pense désormais que l'excroissance à la base de la queue des Mertensiella a évolué de façon homoplastique et constituait un caractère ancestral du clade formé non seulement par Mertensiella caucasica et Lyciasalamandra luschani mais aussi Salamandra et/ou Chioglossa. Les espèces du genre Salamandra et Chioglossa ont par la suite perdu ce caractère.

## Publications originales
- Waga, 1876 : Nouvelle espèce de Salamandride. Revue et Magasin de Zoologie Pure et Appliquée, Paris, sér. 3, vol. 4, p. 326-328 (texte intégral).
- Wolterstorff 1925 : Katalog der Amphibien-Sammlung im Museum für Natur- und Heimatkunde. Erster Teil: Apoda, Caudata. Abhandlungen und Berichte aus dem Museum für Natur- und Heimatkunde zu Magdeburg, vol. 4, p. 231-310.